# Josep Portell
Josep Portell (Xàtiva, 1692 - Xàtiva, 1756). La seva família es dedicava al món de l'artesania però estava lligada a l'església.
Va entrar en contacte amb la música ja que va ser escolà de la Col·legiata de Xàtiva. Posteriorment es va traslladar a Roma, possiblement acollit per un familiar seu que era clergue, on va estudiar amb Girolamo Michelangelo Chitti.
A partir del 1721 es conserven obres del compositor als arxius italians. Va participar en cors d'algunes composicions, com en el 1728 quan participa en el tercer cor de la música de Santiago per a l'església Santiago de los Españoles, composta per Biordi en la que participaven cinquanta-sis intèrprets i tres cors. En el mateix any havia de participar com a cantant en una altra obra realitzada per Biordi però va ser substituït per Domenico Scambietti ja que Josep Portell dedicava la majoria del seu temps a compondre per a Santa Maria de Montserrat de Roma.
L'any 1729 se li oferí tornar a Xàtiva i ser mestre de capella de la seu de la ciutat natal. En aquell moment li varen encarregar la composició de “tres Misas cantadas con música para diversos cantantes e instrumentistas” per a la festivitat més important de l'església, la Candelaria. Aquestes composicions es fan en honor del naixement de la Infanta d'Espanya María Antonia Fernanda. L'única partitura que es conserva a Espanya del repertori de Portell és el “Motete de los Terremotos a 4”.